# Pimascovirales
Ordre
Les Pimascovirales sont un ordre de virus. Le nom est un mot-valise construit à partir de pitho-, irido-, marseille- et asco-.

## Familles
L'ordre contient les trois familles suivantes :
- Ascoviridae
- Iridoviridae
- Marseilleviridae

## Référence biologique
- (en) ICTV : Pimascovirales  (consulté le 11 février 2021)